# Foreign and Commonwealth Office

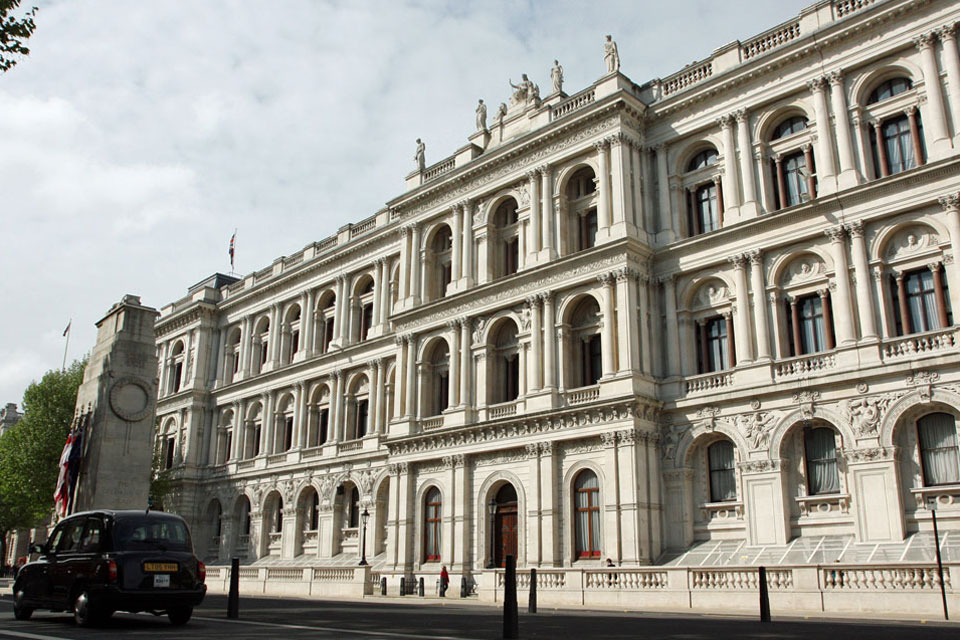
Byggnaden för Foreign and Commonwealth Office längs Whitehall bredvid Kenotafen.

Foreign and Commonwealth Office (FCO) (svenska: Utrikes- och Samväldesministeriet), i dagligt tal Foreign Office, är Storbritanniens utrikesministerium. 

## Funktion och ledning
FCO ansvarar för utrikes-, handels-, och EU-frågor och leds av Storbritanniens utrikesminister (Secretary of State for Foreign and Commonwealth Affairs, vanligen förkortat som Foreign Secretary). Utrikesministerns närmsta medarbetare innehar titeln Minister of State och motsvarar ungefär svenska statssekreterare. Huvudkontoret finns i FCO Main Building i Whitehall, London. 

## Bakgrund
Foreign Office inrättades 1782 och var då tillsammans med Home Office (Inrikesministeriet) de enda ministerierna. År 1801 bildades War and Colonial Office och ur detta bröts Colonial Office ut 1854. Från detta bröts India Office och Dominion Office ut 1858 respektive 1925. De två senare slogs i samband med Indiens självständighet 1947 samman till Commonwealth Relations Office. När detta slogs samman med Colonial Office 1966 bildades Commonwealth Office. Redan 1968 slogs detta ihop med Foreign Office och då bildades dagens Foreign and Commonwealth Office. Samtliga ministerier har styrts av en Secretary of State.